# 네 무덤에 침을 뱉으마
《네 무덤에 침을 뱉으마》는 1998년 11월 개마고원에서 출간한 진중권의 비평집이다. 부제는 ‘극우 파시스트 연구’이다. 제목은 당시 언론인 조갑제가 연재하던 박정희 전기인 《내 무덤에 침을 뱉어라》를 패러디한 것이고, 10장 구성으로 박정희와 조갑제, 이인화, 이문열, 송복, 박홍 등의 우파 논객들이 주장하는 것이 옛 나치 독일과 일본의 미시마 유키오를 위시한 극우파와 다를 바가 없다며 그들의 글을 이용해 풍자적으로 그들의 모순을 비판하는 글이 담겨 있다. 
2013년 개정판을 내면서 진중권은 조갑제가 주장하는 박정희 신화는 ‘몽골인종주의, 동양우월주의, 군국주의’라는 세 요소로 이루어진 전형적인 파시스트적 발상과 일본 극우파들의 논리를 조합한 것이나 마찬가지라고 지적했다.